# Кмитянка
Кмитянка (бел. Кміця́нка) — деревня в Новогрудском районе Гродненской области Беларуси. В составе Ладеникского сельсовета.

## География
Расположена в 5 км на западе от Новогрудка, 170 км от Гродно, 29 км от железнодорожной станции Новоельня.

## Этимология
Название села Кмитянка образовано от славянского термина Кмет, значение которого со временем менялось: помощник князя, советник и староста, позже в Польше — зависимый крестьянин. В Беларуси и Украине этот термин встречается в виде Кмит. Также существует соответствующая фамилия.

## История
В середине XIX — начале XX века деревня входила в состав Городечанской волости Новогрудского уезда Минской губернии, упоминается с 1897 года. По переписи 1897 года это посёлок с 12 жителями (7 мужчин, 5 женщин) и фольварак с 11 жителями. По словам местных жителей Романа Петровича Михайловского и Михаила Константиновича Стельмаха, это была усадьба пана И. З. Подгайского. Во время войны семья пана: жена, два сына и дочь выехали в Польшу, а сам пан остался на месте. Когда пан умер, то был погребен на местном кладбище (между Пуцевичами и Кмитянкой). Позже в усадьбе располагался офис торфяного завода. После его передали колхозу, а колхозное начальство сдавало его для проживания приезжим и местным жителям, пока для них строилось жилье. Действовал кирпичный завод.
В 1909 году в фольварке было 3 двора и 7 жителей.
С сентября 1915 года по декабрь 1918 года Кмитянка была оккупирована войсками кайзеровской Германии, с апреля 1919 года по июль 1920 года и с октября 1920 года польскими войсками. С 1 января 1919 входит в состав БССР, с 27 февраля 1919 входит в Литовско-Белорусскую ССР, с 31 июля 1920 года — вновь в БССР. С марта 1921 года в составе Польши в Городецкой гмине Новогрудского повета Новогрудского воеводства.
В 1921 году в деревне было 4 жилых дома, в которых проживало 24 жителя (11 мужчин и 13 женщин).
С ноября 1939 года вновь в БССР.
С 12 октября 1940 года входила в состав Митропольского сельсовета Новогрудского района Барановичской, с 8 января 1954 года — в Гродненской области.
Во время Великой Отечественной войны с начала июля 1941 года по 8 июля 1944 года была оккупирована немецко-фашистскими захватчиками. На фронтах во время оккупации погибли 9 жителей деревни.
В марте 1950 года 14 хозяйств села объединились в колхоз имени Н. К. Крупской (центр — деревня Пуцевичи).
С 8 октября 1951 года Кмитянка — центр колхоза имени Крупской Митропольского сельсовета Новогрудского района Барановичской области. Председателями колхоза были Карп М. И., Воробей П. И., Гарелик А. А., Бумай К. С., Микулко В. И.
Колхоз имени Крупской в основном занимался растениеводством, льноводством и животноводством. В 1953 году колхоз начал заниматься садоводством.
По переписи населения 1959 года в деревне проживало 80 жителей, в 1970 году — 92 жителя. В 1972 году в деревне Кмитянка был 31 двор, проживало 106 жителей, работал магазин.
В феврале 1980 года произошло объединение колхоза имени Крупской с колхозом имени Кирова. Председателем колхоза имени Кирова был Прохоревич В. К.
На 1992 год деревня насчитывала 68 дворов и 198 жителей. Работали: библиотека, клуб, отделение связи, магазин, ферма буйного рогатого скота, деревообрабатывающий цех и машинно-тракторный двор.
Открытое акционерное общество «Ладзенікі» было создано на основании решения Новогрудского райисполкома № 264 от 28.05.2002 и является правопреемником колхоза имени Кирова, а с 6 июня 2007 года в составе закрытого акционерного общества «Городец».
В 2006 году в деревне работали клуб, библиотека, магазин, машинно-тракторный двор, было 59 дворов и 142 жителя.
В 2007 году решением Гродненского облисполкома было образовано ЗАО «Гарадзечна» путем слияния двух хозяйств: ОАО «Ладзенікі» и ЗАО «Гарадзечна».

### Деревня в годыВеликой Отечественной войны
Кмитянка в годы войны была местом дислокации партизан героического отряда «Октябрь», после возникновения партизанской бригады Кирова С. М. в Лидском районе вошел в её состав.
В марте 1943 года разведка установила что немцы и полицаи двигаются к деревням Дрочилово (ныне Гагарино) и Негримово, чтобы забрать жителей на принудительные работы в Германию. Отряд из засады разбил оккупантов. От станции Новоельня до Новогрудка в то время шла узкоколейная железная дорога, по которой немцы возили грузы и солдат. Партизаны пустили под откос множество локомотивов и вагонов, демонтировали рельсы, и движение на железной дороге остановилось. Командовал отрядом «Октябрь» Гарелик А. А., специалист по подготовительной работе, в послевоенное время был председателем колхоза имени Крупской.
Широкий размах на Новогрудчине получило молодёжное подпольное движение. Организацию комсомольского молодёжного подполья в Новогрудском районе возглавил председатель Митропольского сельсовета, бывший член КПЗБ Копытко И. А.. В марте 1943 Новогрудский межрайонный комитет комсомола утвердил подпольный райком комсомола в составе Копытко И. А. (секретарь), Бринкевич С. М. (заместитель секретаря), Владеса М. И. (член райкома).

## Население
По состоянию на 2009 год — 170 человек (перепись населения); на 2008 год — 178 человек; на 1999 год — 172 человек (перепись населения).
| Год  | Численность | Численность |
| ---- | ----------- | ----------- |
| 1897 | 12          |             |
| 1909 | 7           |             |
| 1921 | 24          |             |
| 1959 | 80          |             |
| 1970 | 92          |             |
| 1972 | 106         |             |
| 1992 | 198         |             |
| 1999 | 172         |             |
| 2006 | 142         |             |
| 2009 | 170         |             |

## Инфраструктура
Сельская библиотека обслуживает 8 населённых пунктов, книжный фонд составляет более 6922 экземпляров. В библиотеке работают клубы «Любители цветоводства и садоводства», вышивка бисером, крестиком, крючком, кулинарии и т.д.

## Известные лица
- Анатолий Леонтьевич Жигало (род. 1941) — Заслуженный работник промышленности Республики Беларусь (2000).